# Zelotes bimaculatus
Zelotes bimaculatus este o specie de păianjeni din genul Zelotes, familia Gnaphosidae. A fost descrisă pentru prima dată de C. L. Koch, 1837. Conform Catalogue of Life specia Zelotes bimaculatus nu are subspecii cunoscute.